# Сельское поселение «Деревня Горбачи»
Сельское поселение «Деревня Горбачи» — упразднённое в 2011 году муниципальное образование в составе Мосальского района Калужской области России. Населённые пункты вошли в состав сельского поселения «Село Боровенск»
Центр — деревня Горбачи.

## Состав
В поселение входят 13 населённых мест:
- деревня Горбачи
- деревня Богослово
- деревня Глотово
- деревня Госточи
- деревня Красная Береза
- деревня Петушки
- деревня Селино
- деревня Стрельня
- деревня Сушково
- деревня Творищи
- деревня Филатово
- деревня Фошня
- деревня Ханьково

## Население
Население сельского поселения составляет 289 человек .